# Mensträsket (Norsjö socken, Västerbotten, 722169-166757)
Mensträsket är en sjö i Malå kommun och Norsjö kommun i Västerbotten och ingår i Skellefteälvens huvudavrinningsområde. Sjön är 17,6 meter djup, har en yta på 8,9 kvadratkilometer och befinner sig 246 meter över havet.

## Delavrinningsområde
Mensträsket ingår i det delavrinningsområde (722199-166783) som SMHI kallar för Utloppet av Mensträsket. Medelhöjden är 258 meter över havet och ytan är 58,89 kvadratkilometer. Räknas de 9 avrinningsområdena uppströms in blir den ackumulerade arean 184,27 kvadratkilometer. Mensträskbäcken (Storbäcken) som avvattnar avrinningsområdet har biflödesordning 3, vilket innebär att vattnet flödar genom totalt 3 vattendrag innan det når havet efter 111 kilometer. Avrinningsområdet består mestadels av skog (62 procent) och sankmarker (15 procent). Avrinningsområdet har 10,19 kvadratkilometer vattenytor vilket ger det en sjöprocent på 17,3 procent.